# Francesco Marinelli
Francesco Marinelli (Appignano del Tronto, 10 ottobre 1935 – Urbino, 23 febbraio 2024) è stato un arcivescovo cattolico italiano.

## Biografia
Nacque ad Appignano del Tronto, in provincia e diocesi di Ascoli Piceno, il 10 ottobre 1935.

### Formazione e ministero sacerdotale
Compì gli studi dapprima ginnasiali e poi liceali presso il seminario diocesano di Ascoli Piceno. Frequentò in seguito i corsi teologici presso la Pontificia Università Lateranense, dove conseguì le lauree in teologia e in diritto canonico; ottenne poi anche una laurea in filosofia all'Università degli Studi di Roma "La Sapienza".
Il 25 marzo 1961 fu ordinato presbitero dal vescovo Marcello Morgante.
Dopo l'ordinazione fu nominato insegnante e vicerettore del seminario vescovile. Ricoprì poi gli incarichi di parroco e di docente di religione nelle scuole pubbliche. Nel 1970 diventò professore di teologia sacramentaria alla Pontificia Università Lateranense. Al momento della nomina episcopale era rettore della basilica di Sant'Anastasia al Palatino e segretario del comitato per il 47º Congresso eucaristico internazionale, celebrato in occasione del giubileo del 2000.

### Ministero episcopale
L'11 marzo 2000 fu nominato arcivescovo di Urbino-Urbania-Sant'Angelo in Vado da papa Giovanni Paolo II; succedette a Ugo Donato Bianchi, deceduto il 4 aprile 1999. Ricevette l'ordinazione episcopale il 29 aprile 2000, nella cattedrale di Sant'Emidio ad Ascoli Piceno, dal cardinale Camillo Ruini, vicario generale per la diocesi di Roma, co-consacranti Silvano Montevecchi, vescovo di Ascoli Piceno, e Marcello Morgante, vescovo emerito di Ascoli Piceno. Il 27 maggio dello stesso anno prese possesso dell'arcidiocesi.
Nel 2002 riaprì al culto la cattedrale di Urbino, chiusa per lavori di ristrutturazione dovuti al terremoto di Umbria e Marche del 1997, e dispose la ripresa delle attività del seminario arcivescovile di Urbino. Nel 2005 celebrò un Congresso eucaristico diocesano e diede avvio all'adorazione eucaristica perpetua nella chiesa di Santo Spirito ad Urbino. Durante il suo episcopato fu riorganizzato il Museo diocesano Albani, inaugurato il 20 marzo 2010.
Il 24 giugno 2011 papa Benedetto XVI accolse la sua rinuncia, presentata per raggiunti limiti di età, al governo pastorale dell'arcidiocesi di Urbino-Urbania-Sant'Angelo in Vado; gli succedette Giovanni Tani, del clero di Rimini, fino ad allora rettore del Pontificio Seminario Romano Maggiore. Rimase amministratore apostolico dell'arcidiocesi fino all'ingresso del successore, avvenuto il 17 settembre seguente. Da arcivescovo emerito continuò a risiedere a Urbino.
Morì il 23 febbraio 2024, all'età di 88 anni, presso l'ospedale di Urbino. L'esequie si svolsero il 25 febbraio nella cattedrale di Urbino, celebrate dall'arcivescovo Sandro Salvucci e con-celebrate dall'arcivescovo Piero Coccia e dal vescovo Andrea Andreozzi. Il giorno successivo fu sepolto nella cripta della cattedrale di Ascoli Piceno, con una celebrazione presieduta dall'arcivescovo Gianpiero Palmieri.

## Genealogia episcopale
La genealogia episcopale è:
- Cardinale Scipione Rebiba
- Cardinale Giulio Antonio Santori
- Cardinale Girolamo Bernerio, O.P.
- Arcivescovo Galeazzo Sanvitale
- Cardinale Ludovico Ludovisi
- Cardinale Luigi Caetani
- Cardinale Ulderico Carpegna
- Cardinale Paluzzo Paluzzi Altieri degli Albertoni
- Papa Benedetto XIII
- Papa Benedetto XIV
- Papa Clemente XIII
- Cardinale Bernardino Giraud
- Cardinale Alessandro Mattei
- Cardinale Pietro Francesco Galleffi
- Cardinale Giacomo Filippo Fransoni
- Cardinale Carlo Sacconi
- Cardinale Edward Henry Howard
- Cardinale Mariano Rampolla del Tindaro
- Cardinale Gennaro Granito Pignatelli di Belmonte
- Cardinale Pietro Boetto, S.I.
- Cardinale Giuseppe Siri
- Cardinale Giacomo Lercaro
- Vescovo Gilberto Baroni
- Cardinale Camillo Ruini
- Arcivescovo Francesco Marinelli

## Opere
- Personalismo trinitario nella storia della salvezza. Rapporti tra la Santissima Trinità e le opere Ad extra nello Scriptum super sententiis di San Tommaso, Roma, Pontificia Università Lateranense, 1969.
- Sacramenti: impegno e liberazione. La vocazione sacramentale dell'uomo, Roma, Rogate, 1973.
- Segno e realtà. Studi di sacramentaria tomista, in Lateranum, n. 43/2, Roma, Pontificia Università Lateranense, 1977.
- La carta del prete. Guida alla lettura del Dialogo sul sacerdozio di San Giovanni Crisostomo, Roma, Rogate, 1986.
- Sacramento e ministero: tra teologia e pastorale, Casale Monferrato, Piemme, 1990, ISBN 9788838414770.
- Il ministero pastorale, Bologna, Edizioni Dehoniane, 1992, ISBN 9788810203231.
- L'Eucaristia presenza del Risorto: per la Chiesa e la storia degli uomini, Bologna, Edizioni Dehoniane, 1995, ISBN 9788810405390.
- Roma eucaristica: spiritualità - storia - arte - cultura, Roma, Vivere in, 2000, ISBN 9788872631690.
- La comunità cresceva... - lettera pastorale 2001 - 2002, Ancona, 2001.
- La Chiesa è nuovamente la Chiesa dei martiri: San Crescentino martire Patrono dell'Arcidiocesi di Urbino-Urbania-Sant'Angelo in Vado e della città di Urbino, Urbino, Fabbrica della Cattedrale, 2008.
- Teresa di Lisieux: dottore della Chiesa, Urbino, Arcidiocesi di Urbino-Urbania-Sant'Angelo in Vado, 2009.
- Il calice eucaristico: salvati dall'amore, Urbino, Arcidiocesi di Urbino-Urbania-Sant'Angelo in Vado, 2009.
- L'arcivescovo Ugo Donato Bianchi, Urbino, Fabbrica della Cattedrale, 2009.
- Siamo venuti ad adorarlo, Camerata Picena, Shalom, 2010, ISBN 9788884042644.
- Madre: beato il seno che ti ha allattato, Milano, Edizioni Paoline, 2010, ISBN 9788831537889.
- Il decoro nella celebrazione eucaristica, Urbino, Arcidiocesi di Urbino-Urbania-Sant'Angelo in Vado, 2011.
- Mikha'el: "chi è come Dio?", Camerata Picena, Shalom, 2011, ISBN 9788884042743.

### Curatele
- Scienza e fede, collana Il fatto religioso n.6, Roma, Città Nuova, 1980, ISBN 9788838424649.
- L. Baronio e F. Marinelli (a cura di), Carità e politica: la dimensione politica della carità e la solidarietà nella politica, Bologna, Edizioni Dehoniane, 1990, ISBN 9788810203217.
- F. Marinelli e R. Musaragno (a cura di), Roma chiesa missionaria. Le linee di forza della missionarietà, collana Studia Lateranensia n. 2, Roma, Libreria editrice vaticana, 1990, ISBN 9788820916862.
- L. Andreatta e F. Marinelli (a cura di), Santuario e accoglienza. Verso il grande Giubileo del 2000, collana Itinerari dello spirito, Casale Monferrato, Piemme, 1995, ISBN 9788838424649.